# Fadilla
Annia Aurelia Fadilla, meglio nota semplicemente come Fadilla (Roma, 159 – dopo il 192), è stata una nobildonna romana una dei quattordici figli dell'imperatore Marco Aurelio e di sua moglie Faustina Minore.
Nata e cresciuta a Roma, durante il regno del padre, Fadilla sposò il senatore Marco Peduceo Plauzio Quintillo, nipote dell'imperatore Lucio Vero. Ebbero due figli: (Plauzio) Quintillo e Plauzia Servilla.
Durante il regno del fratello Commodo, la famiglia di Fadilla abitò sul Campidoglio che fu più tardi concesso all'imperatore Elagabalo come una delle residenze preferite dalla madre. Suo marito Plauzio Quintillo fu uno dei maggiori consiglieri di Commodo.
Secondo Erodiano, Fadilla avvertì Commodo del pericolo costituito da Marco Aurelio Cleandro, un prefetto del pretorio, divenuto troppo potente. Nel 189, insieme ad una delle sue sorelle, Fadilla scoprì e rivelò una cospirazione di palazzo tesa alla rimozione dal trono di Commodo.

## Ascendenza
|                          |                            |                          | Genitori                           |  |  | Nonni |  |  | Bisnonni                 |  |  | Trisnonni              |  |
|                          |                            |                          |                                    |  |  |       |  |  | Console Marco Annio Vero |  |  | Marco Annio Vero Minor |  |
|                          |                            |                          |                                    |  |  |       |  |  | Console Marco Annio Vero |  |  | Marco Annio Vero Minor |  |
|                          |                            | …                        |                                    |  |  |       |  |  | Console Marco Annio Vero |  |  |                        |  |
| Pretore Marco Annio Vero |                            |                          |                                    |  |  |       |  |  | Console Marco Annio Vero |  |  |                        |  |
|                          |                            | Rupilia Faustina         | Lucio Scribonio Rupilio Frugi Bono |  |  |       |  |  |                          |  |  |                        |  |
|                          |                            | Rupilia Faustina         | Lucio Scribonio Rupilio Frugi Bono |  |  |       |  |  |                          |  |  |                        |  |
|                          |                            | Rupilia Faustina         | Salonina Matidia                   |  |  |       |  |  |                          |  |  |                        |  |
| Marco Aurelio            |                            | Rupilia Faustina         |                                    |  |  |       |  |  |                          |  |  |                        |  |
|                          |                            | Tullio Domizio Calvisio  | …                                  |  |  |       |  |  |                          |  |  |                        |  |
|                          |                            | Tullio Domizio Calvisio  | …                                  |  |  |       |  |  |                          |  |  |                        |  |
|                          |                            | Tullio Domizio Calvisio  | …                                  |  |  |       |  |  |                          |  |  |                        |  |
| Domizia Lucilla          |                            | Tullio Domizio Calvisio  |                                    |  |  |       |  |  |                          |  |  |                        |  |
|                          |                            | Domitia Lucilla Maggiore | …                                  |  |  |       |  |  |                          |  |  |                        |  |
|                          |                            | Domitia Lucilla Maggiore | …                                  |  |  |       |  |  |                          |  |  |                        |  |
|                          |                            | Domitia Lucilla Maggiore | …                                  |  |  |       |  |  |                          |  |  |                        |  |
| Anna Aurelia Fadilla     |                            | Domitia Lucilla Maggiore |                                    |  |  |       |  |  |                          |  |  |                        |  |
|                          | Console Tito Aurelio Fulvo | …                        |                                    |  |  |       |  |  |                          |  |  |                        |  |
|                          | Console Tito Aurelio Fulvo | …                        |                                    |  |  |       |  |  |                          |  |  |                        |  |
|                          | Console Tito Aurelio Fulvo | …                        |                                    |  |  |       |  |  |                          |  |  |                        |  |
| Antonino Pio             | Console Tito Aurelio Fulvo |                          |                                    |  |  |       |  |  |                          |  |  |                        |  |
|                          |                            | Arria Fadilla            | …                                  |  |  |       |  |  |                          |  |  |                        |  |
|                          |                            | Arria Fadilla            | …                                  |  |  |       |  |  |                          |  |  |                        |  |
|                          |                            | Arria Fadilla            | …                                  |  |  |       |  |  |                          |  |  |                        |  |
| Faustina Minore          |                            | Arria Fadilla            |                                    |  |  |       |  |  |                          |  |  |                        |  |
|                          |                            | Console Marco Annio Vero | Marco Annio Vero Minor             |  |  |       |  |  |                          |  |  |                        |  |
|                          |                            | Console Marco Annio Vero | Marco Annio Vero Minor             |  |  |       |  |  |                          |  |  |                        |  |
|                          |                            | Console Marco Annio Vero | …                                  |  |  |       |  |  |                          |  |  |                        |  |
| Faustina Maggiore        |                            | Console Marco Annio Vero |                                    |  |  |       |  |  |                          |  |  |                        |  |
|                          |                            | Rupilia Faustina         | Lucio Scribonio Rupilio Frugi Bono |  |  |       |  |  |                          |  |  |                        |  |
|                          |                            | Rupilia Faustina         | Lucio Scribonio Rupilio Frugi Bono |  |  |       |  |  |                          |  |  |                        |  |
|                          |                            | Rupilia Faustina         | Salonina Matidia                   |  |  |       |  |  |                          |  |  |                        |  |
|                          |                            | Rupilia Faustina         |                                    |  |  |       |  |  |                          |  |  |                        |  |